# Vágar (regione)
Vágar è uno dei sei sýslur (regioni o distretti politici) in cui sono divise le Isole Fær Øer.
Comprende le isole di Vágar e Mykines.

## Comuni
La regione comprende 2 comuni (kommunur):
- Sørvágur
- Vágar